# Plan dla prób zależnych
Plan dla prób zależnych (ang. dependent-samples design) – schemat badania naukowego w którym pomiary dokonane w jednej próbie są powiązane (skorelowane) z pomiarami w innej próbie (lub w innych próbach).
Można wyróżnić następujące rodzaje planów dla prób zależnych:
- plan z powtarzanymi pomiarami (ang. repeated measures design) - rodzaj badania w którym obserwacje są pomiarami uzyskanymi od tych samych osób, za pomocą tego samego narzędzia badawczego, w różnych punktach w czasie,
- plan z dopasowanymi osobami badanymi (ang. matched-subject design) - rodzaj badania w którym osoby z dwóch grup (lub z większej liczby) zostają połączone przez badacza dopasowane (jeżeli są tylko dwie próby to połączone w pary) na podstawie wartości jakiejś zmiennej niezależnej (np. dzieci będące rówieśnikami),
- badania z dopasowanymi parami (ang. matched-pairs investigations) - rodzaj badania w którym osoby z dwóch grup są w sposób naturalny połączone w pary (np. małżeństwa, pary bliźniąt, diada rodzic-dziecko itd.)[1].

Każdemu z poszczególnych schematów badawczych odpowiadają odpowiednie procedury statystyczne umożliwiające przetestowanie hipotezy statystycznej.
| Rodzaj schematu dla prób zależnych   | Przykład badania | Procedura statystyczna                                                     |
| ------------------------------------ | --- | -------------------------------------------------------------------------- |
| Plan z powtarzanymi pomiarami        | Masa ciała w grupie osób stosujących nowatorską dietę porównywana jest przed rozpoczęciem diety (I pomiar) i 4 tygodnie później (II pomiar)                                                   | Test t Studenta dla prób skorelowanych lub ANOVA dla pomiarów powtarzanych |
| Plan z powtarzanymi pomiarami        | Masa ciała w grupie osób stosujących nowatorską dietę porównywana jest przed rozpoczęciem diety (I pomiar), 4 tygodnie później (II pomiar) i 8 tygodni później (III pomiar)                   | ANOVA dla pomiarów powtarzanych                                            |
| Plan z dopasowanymi osobami badanymi | Grupa dzieci w różnym wieku zostaje podzielona na grupę eksperymentalną i kontrolną w taki sposób, że do każdej grupy zostaje przydzielone dziecko mające swojego rówieśnika w drugiej grupie | Test t Studenta dla prób skorelowanych                                     |
| Badania z dopasowanymi parami        | Grupa eksperymentalna i kontrolna zostają skonstruowane z par bliźniąt w taki sposób, że w każdej z obu grup znajduje się jedna osoba z pary rodzeństwa                                       | Test t Studenta dla prób skorelowanych                                     |